# Hipoepa lapsalis
Hipoepa lapsalis är en fjärilsart som beskrevs av Walker 1858. Hipoepa lapsalis ingår i släktet Hipoepa och familjen nattflyn. Inga underarter finns listade i Catalogue of Life.